# Kapnomantie
Die Kapnomantie ist das Wahrsagen aus dem von Feuer aufsteigenden Rauch. Aus diesem Rauch, der vielfache Gestalten und Figuren in der Luft bildet, soll die Zukunft vorausgesagt werden. Diese zeremonielle mantische Praktik zählt zu den acht Gattungen der Hydromantie und wird auf die vier Grundelemente zurückgeführt.

## Geschichte und Praktiken

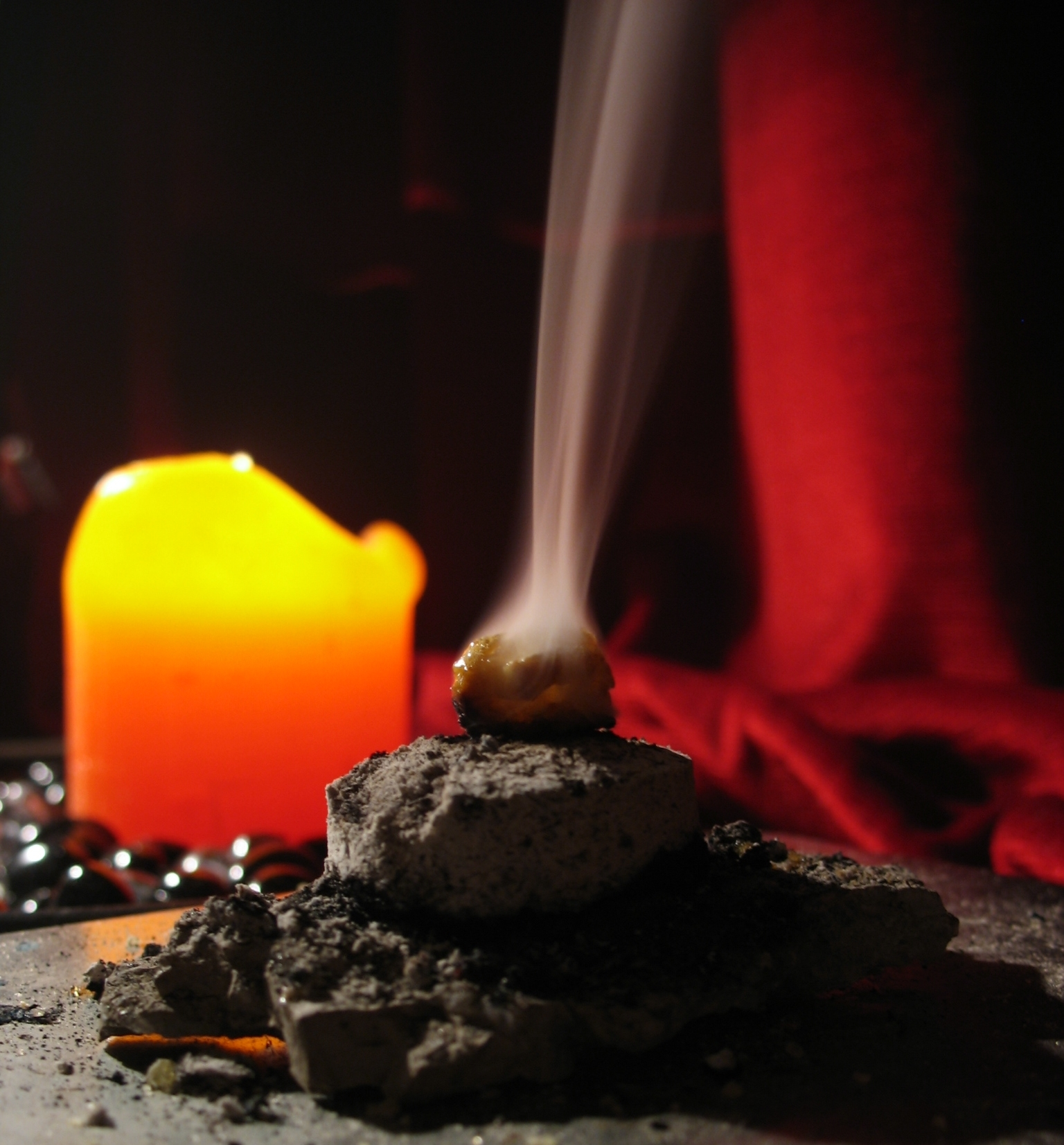
Weihrauch auf Kohle

Im 1. Jahrhundert gedachte  Publius Papinius Statius in seinem Epos Thebais der Wahrsagungen des Rauches und erwähnte die verschiedenen Kreise und Formen des Rauchs, dort heißt es:

„An den Altären, o Jungfrau, lasst uns befragen die Götter!
Und sie betrachtet hierauf mit klugen Auge das Feuer;
wie die rötlichen Spitzen der Flammen auflodern zum Himmel;
in der Mitte jedoch brennt es mit heiterem Lichtglanz;
schlangenartig sodann dreht sich im Kreise die Lohe usw.“

Zur Zeit des Bosporanischen Reichs, also im 5. Jahrhundert, war das Rauchlesen eine weit verbreitete Kunst der Wahrsagerei, es wurde von Generation zu Generation überliefert. Die herkömmliche Praxis bestand darin, auf ein oder mehrere Stücke glühende Kohle Samen von Pflanzen – überwiegend Mohn oder Jasmin und teilweise Weihrauchharz  – zu streuen. Der sich daraus entwickelnde und aufsteigende Rauch, der als  Orakel diente,  unterstützte die Deutungen und die daraus schlussfolgernden Wahrsagungen.
Der Arzt, Philosoph und Mathematiker Gerolamo Cardano schrieb über die Kapnomantie, dass die Kapnomanten Mohn oder Sesam als Rauchentwickler verwandten. Ein junger Knabe oder eine schwangere Frau, die nun die verschiedenen Rauchfiguren erkannten und beschrieben, wurden zur Deutung der Rauchzeichen hinzugezogen.
Auch der Universalgelehrte Agrippa von Nettesheim, erwähnt in seinem Werk De acculta philosophia (1531) die Kapnomantie als Wahrsagen aus dem Rauch.

## Deutungen
Wenn der Rauch gleichmäßig und gerade in die Luft aufstieg, galt dieses als ein Vorzeichen für eine erfolgreiche Zukunft. Sich neigender Rauch bedeutete Unglück und Rauch, der sich nach unterschiedlichen Richtungen ausbreitete, war ein Anzeichen für eine ungewisse Zukunft. Weitere Deutungen wurden für Rauchbewegungen in die verschiedenen vier Himmelsrichtungen angewandt. Aus den sich durch den Rauch fiktiv bildenden Figuren wurden ebenfalls nach bestimmten Symbolen und Bildern Deutungen abgeleitet.